# A todo tren 2. Sí, les ha pasado otra vez
A todo tren 2. Sí, les ha pasado otra vez (anteriorment coneguda per A todo tren 2. Ahora son ellas) o simplement A todo tren 2, és una pel·lícula espanyola del 2022, dirigida per Inés de León i protagonitzada per Paz Vega i Paz Padilla. Es tracta d'una seqüela de A todo tren. Destino Asturias de 2021.

## Argument
Fa un any, en Ricardo (Santiago Segura) i en Felipe (Leo Harlem), encarregats de portar els nens a un campament, es van quedar fora del tren i van deixar els nens a dins. La Clara (Paz Vega) ja no se'n refia i decideix aquest any portar els nens personalment amb ajuda de la seva amiga Susana (Paz Padilla). Tot i això, ara seran elles les que arran d'un accident se separin dels nens.

## Repartiment
- Paz Vega com a Clara.
- Paz Padilla com a Susana.
- Santiago Segura com a Ricardo.
- Leo Harlem com a Felipe.
- Diego Arroba com a Unai.
- David Guapo com a Arturo.
- Inés de León com a Esther
- Chani Martín com a Romario
- Carlos Iglesias com a Morris
- Ramón Langa com a Navales
- Marta González de Vega com a guàrdia civil
- Javier Losán com a guàrdia civil
- David Fernández com a mossèn
- Goizalde Núñez com a senyora a l'estació

### Col·laboració especial
- Florentino Fernández com a Lucas Ferraro Esparza.
- Kerem Bürsin com a Kerem.
- Nachter com a xicot de la passatgera.

### Infants
- Alan Miranda com a Marcos.
- Eneko Otero com a Nacho.
- Luna Fulgencio com Lara.
- Javier García com a Fernandito.
- Sirena Segura com a Diana.
- Verónica López com a Cris.
- Hugo Simón Blasco com a Pablito.

## Crítica
Les crítiques professionals de la pel·lícula tendeixen a ser negatives. Quim Casas d'El Periódico de España escriu que: "Tot és bastant atribolat i no gaire ben escrit. Les interpretacions són estridents i confonen de vegades comèdia amb facècia", mentre que Rubén Romero de Cinemanía opina de la interpretació de Paz Padilla que "la seva histriònica omnipresència és altament irritant". Per contra, Fausto Fernández de Fotogramas escriu que la pel·lícula ha "convertit Paz Vega i la seva homònima Paz Padilla en èmules de Dean Martin i Jerry Lewis".